# Sesbania macowaniana
Sesbania macowaniana är en ärtväxtart som beskrevs av Schinz. Sesbania macowaniana ingår i släktet Sesbania och familjen ärtväxter. IUCN kategoriserar arten globalt som livskraftig. Inga underarter finns listade i Catalogue of Life.